# Джулія Габбріеллескі
Джулія Габбріеллескі (італ. Giulia Gabbrielleschi, 24 липня 1996) — італійська плавчиня.
Призерка Чемпіонату світу з водних видів спорту 2017, 2019 років.
Чемпіонка Європи з водних видів спорту 2020 року, призерка 2018 року.